# Malaysian International Classic Race
Malaysian International Classic Race – jednodniowy wyścig kolarski rozgrywany wokół malezyjskiego miasta Kuah.
Pierwsza edycja Malaysian International Classic Race odbyła się w 2020, dzień po zakończeniu malezyjskiego wieloetapowego wyścigu Tour de Langkawi, z którym jest powiązana organizacyjnie.
Malaysian International Classic Race od początku istnienia został włączony do cyklu UCI Asia Tour z kategorią 1.1.

## Zwycięzcy
Opracowano na podstawie:
| Rok  | Pierwsze     | Drugie      | Trzecie        |
| ---- | ------------ | ----------- | -------------- |
| 2020 | Johan Le Bon | Jesse Ewart | Lucas De Rossi |